# こすもすきゅーぶ
『こすもすきゅーぶ』(英:COSMOS CUBE)は、すめらぎこうの個人サークル・ぱるくすのWebコミック作品ならびに同人漫画作品、およびこれを基にした同人アドベンチャーゲーム作品である。通称『こすきゅー』。

## 概要
Marronの18禁恋愛アドベンチャーゲーム作品である『秋桜の空に』『お姉ちゃんの3乗』が同一世界で同一地域が舞台であることに目をつけ、両作をクロスオーバーさせた作品である。なお、前述の通り原作は性的描写を含む18禁作品であるが、本作は同人誌版・ゲーム版ともに性的描写は特になく年齢指定もされていない。作者のすめらぎこうはMarronの外注スタッフでもあり、両作の制作にも関わっている。しかし、この作品は両作の裏設定なども使っているもののオフィシャルではない。いわばセルフパロディである。また、両作の原作者の竹井10日が何度かゲスト参加しており、ここから新たに生まれた設定やキャラクターも存在する。なお、同人誌版の一部がWebコミックとして作者のサイトで公開されている。
さらに、2005年の夏コミでは同人誌版を基にし、追加要素(同人誌版の続きにあたるストーリーや壁紙など)も含んだゲーム版も頒布されている。このゲーム版はすめらぎこうが登場人物30人分・約3000枚の立ち絵(同人ゲームとしては異例な規模)をはじめとしてシナリオ・背景・スクリプト等のゲーム構成要素を全て1人で手がけている。なお、ゲーム版の体験版2種類が作者のサイトで公開されている。
ちなみに、続編『こすもすきゅーぶばぼーん』の制作も予定されているが、現在停滞している模様である。

## 登場人物
この節では原作には登場しない本作特有の登場人物もしくは原作にも登場するが本作特有の設定がある登場人物について解説する。原作に登場する人物に関しては秋桜の空にの登場人物およびお姉ちゃんの3乗の登場人物を参照のこと。
 新沢静姫(にいざわ しずひ)
未来の靖臣と晴姫の娘。未来の忠介がつくったタイムマシンで現在に遊びにやってくる。現在の靖臣からは「しずぴー」と呼ばれている。
 新沢秋花(にいざわ あきか)
静姫とは別の(パラレルワールドの)未来の靖臣と初子の娘。静姫と仲がよく、静姫に連れてきてもらって(彼女の世界にはタイムマシンがないため)共に現在に遊びにやってくる。初子似の跳ね髪で、初子が自分の親友にそっくりな髪型にさせている。
 有坂ヒカリ(ありさか ひかり)
未空の実の姉で、未空いわく「よくできた人」。未空と同じマンションの別の部屋に住んでいるが、普段は未空に気を使ってあまり未空の前には現れない。栗が好物。
 光ヶ丘局(ひかりがおか つぼね)

## ゲーム版の特徴
ゲーム版は原作の主人公2人のそれぞれの視点から見た「新沢靖臣編」「有坂未空編」の2つから構成される。会話や選択肢のギャグ的なノリなどは原作のそれに非常に近いものがある。ゲームシステム的には選択肢でどれを選んでもストーリーに大きな変化がないのも原作と同じであり、原作同様に「全ての選択肢を試してみたくなる」仕様になっている。ユーザインタフェースは機能の実装不足、バグや処理速度の重さ等の問題の多い原作と比較すると必要な機能はちゃんと実装されており、動作も非常に安定しており完成度が高い。また、登場人物の特徴をうまく表現したものになっている。以下に挙げるのは具体例である。
- 会話ウィンドウ下のコマンドボタンにいかにもそれらしいキャラクターアイコンがついている。
- セーブ画面で「セーブしていいカナ？ いいカナ？」と聞いてくるカナ坊に対して、プレイヤーが主人公気分で「2回言うな」とつっこむことができる。
- ロード画面で「ひよ先生を信頼してみる」を選択すると、非常に高確率でロードに失敗する。成功するのはまれである。
- 逆にロード画面で「鞠音にまかせる」を選択すると、確実にロードに成功する。
- セーブ画面・ロード画面の未セーブ領域の表示が「くしゅ～」「セーブされて無いぞっっっっっ」というひよ先生とすずねえ風のセリフになっている。

例外として、本作では作者の意向により原作にはあった「タケルのちょっといやらしいわよねネタが聞けない」というのがある(言おうとするとタケルの姉のドリ子が制止する)。